# Гибель корвета «Чхонан»

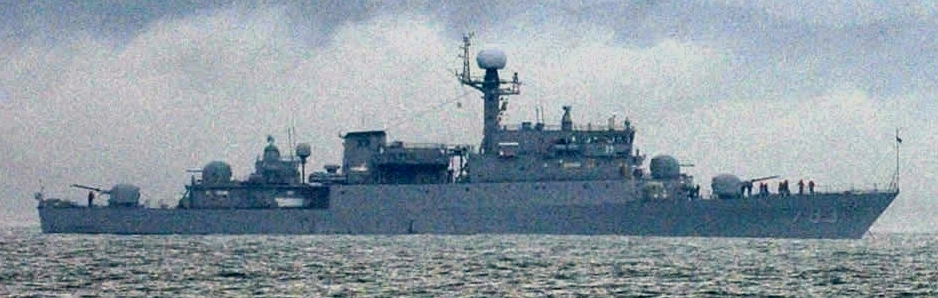
Силуэт корвета (в перископе подводной лодки)

Корвет ВМС Южной Кореи PCC-772 «Чхонан» затонул 26 марта 2010 года недалеко от острова Пэннёндо в Жёлтом море. Из 104 членов экипажа погибли 46 человек. Специально созданная международная следственная комиссия (США, Великобритания, Австралия, Швеция) пришла к выводу, что корвет был потоплен подводной лодкой ВМС Северной Кореи. Однако некоторые независимые эксперты, в том числе и южнокорейские, ставят под сомнение выводы комиссии. Несмотря на это и отрицание северокорейским правительством своей причастности к гибели «Чхонана», инцидент стал причиной резкого обострения отношений двух стран.

## Остров Пэннёндо
Пэннёндо — де-факто южнокорейский остров, расположенный в Жёлтом море недалеко от полуострова Ончжин. Остров является предметом территориального спора с 1953 года, когда в одностороннем порядке была установлена морская часть демаркационной линии между Южной и Северной Кореями (т. н. северная разграничительная линия (СРЛ)). Она относит к Южной Корее острова Пэннёндо, Тэчхондо, Сочхондо, Йонпхеннельдо и Удо. КНДР не признала СРЛ. В 1999 году КНДР ввела морскую разграничительную линию (МРЛ), которая проходит к югу от пяти островов, принадлежащих Республике Корея. Остров Пэннёндо является местом значительной напряжённости в отношениях между двумя государствами. В 2009 году КНДР объявила спорные воды у границы с Южной Кореей зоной поражения и призвала Сеул «воздержаться от провокаций в этих водах».

## Инцидент
В 21:22 по местному времени у корпуса «Чхонана», находившегося у острова Пэннёндо, раздался сильный взрыв, его корпус разломился, корабль затонул. На его борту находилось 104 человека. 46 моряков погибли.

## Спасательные работы
После потопления корвета «Чхонан» президент Южной Кореи Ли Мён Бак дал приказ приложить все силы для спасения экипажа корабля. На помощь тонущему «Чхонану» пришли шесть кораблей ВМС Южной Кореи, два корабля Службы береговой охраны и два спасательных вертолёта. После пяти часов спасательных работ число спасённых составило 58 человек. Сообщалось также о семи раненых, двое из которых были в срочном порядке доставлены в клинику портового города Инчхона.
30 марта 2010 года во время спасательных работ погиб один из южнокорейских водолазов. Причиной смерти была названа потеря сознания во время спасательных операций.
Тем временем, правительство Южной Кореи объявило пятидневный траур в память о 46 погибших на «Чхонане» моряках. Общие похороны обнаруженных тел членов экипажа прошли 29 апреля на военно-морской базе в Пхентхэке (70 км к югу от Сеула) на западном побережье страны. Всем погибшим и пропавшим без вести были посмертно присвоены очередные военные звания, их также наградили орденской лентой «Хваран» за военные заслуги.
Перед Российскими военно-морскими учениям "Восток-2010", на которые прибыли ТАКР "Пëтр Великий" и РКР "Москва", на место инцидента явился СРЗК "Курилы"
В 32 городах страны, включая Сеул, были установлены поминальные алтари, где граждане государства выражали свои соболезнования. Такие же алтари установлены и на 89 основных военных базах Южной Кореи.

## Работы по подъёму корвета со дна моря

Подъём кормовой части корвета «Чхонан»

15 апреля 2010 года завершилась операция по подъёму кормовой части корабля Чхонан. Судно подняли плавучим краном, установленным на специальной барже. После откачки воды из трюмов была проведена проверка бортового вооружения и выгрузка боеприпасов. В кормовой части корабля были обнаружены тела 12 погибших моряков.

## Расследование
После происшествия с «Чхонаном» Южная Корея и США создали совместную специальную комиссию, чтобы выяснить причину гибели корабля. В состав комиссии, наряду с корейцами, вошли зарубежные эксперты: 3 человека из Австралии, 8 из США, 4 из Швеции и Великобритании. Представителей КНДР в комиссию не пустили. 16 апреля 2010 года руководитель комиссии по выяснению причин катастрофы Юн Док Ен заявил, что «вероятной причиной затопления корабля Чхонан является внешний взрыв». 22 апреля министр обороны страны Ким Тхэ Ён высказал предположение, что, возможно, причиной аварии стали мины, которые во множестве устанавливались возле острова Пэннёндо в семидесятые годы.
7 мая 2010 международная комиссия установила, что корвет был «уничтожен торпедой, изготовленной в Германии». 20 мая 2010 Международная следственная комиссия вновь подтвердила, что южнокорейский корвет «Чхонан» затонул из-за атаки подводной лодки ВМС КНДР. Основными доказательствами послужили обломки торпеды, собранные в Жёлтом море на границе двух Корей. Как было заявлено в официальном докладе, это была тяжёлая акустическая торпеда «CHT-02D» с боевой частью мощностью 250 кг, которая производится в КНДР. Предположительно, торпеда была выпущена 130-тонной подводной лодкой класса «Йоно», которую прикрывала 300-тонная лодка класса «Санго». После этого заявления Северную Корею признали виновной, а НАТО и Евросоюз осудили её действия. Свою обеспокоенность фактами, изложенными в докладе, высказал Генеральный секретарь ООН Пан Ги Мун.
В то же время в самой Южной Корее ряд экспертов поставили под сомнение техническую возможность такой атаки. В частности, оппозиционная газета «Хангёре синмун» подвергла сомнению возможность проведения незамеченной торпедной атаки против корабля «Чхонан» (предназначенного именно для борьбы с субмаринами), который на момент гибели сопровождался двумя кораблями, скоростными катерами, самолётами, и находился под наблюданием спутников слежения, не говоря уже об американском флоте с системой раннего воздушного обнаружения «Иджис» в районе инцидента. Также высказывались сомнения в связи со слишком большой коррозией представленных остатков торпеды, так как, по мнению критиков, металл не мог проржаветь настолько глубоко всего за месяц пребывания в воде.

## Реакция Южной Кореи
В связи с выводами комиссии президент Южной Кореи Ли Мён Бак заявил, что примет твёрдые меры в отношении КНДР. «Мы примем твёрдые ответственные меры против Севера. На основе международного сотрудничества мы заставим Север признать содеянное и вновь стать ответственным членом мирового сообщества» — сказал он. 24 мая 2010 в эфире национального телеканала Ли Мён Бак заявил, что страна обратится в Совет Безопасности ООН с просьбой наказать КНДР за атаку на корвет «Чхонан».

## Реакция КНДР
Официальный Пхеньян после некоторого молчания выступил с заявлением, в котором категорически отверг любую причастность к гибели корабля «Чхонан». Так, 24 апреля 2010 на официальном северокорейском сайте «Нэнара» было высказано сожаление по поводу гибели корабля, «так как большинство из многочисленных пропавших без вести и спасённых представляют собой членов нашей нации». В то же время, военный обозреватель сайта возложил вину за аварию на Сеул и «клику президента Ли Мен Бака». По мнению КНДР, таким образом южнокорейская власть преследует две цели: отвлечь жителей Республики Корея от политического кризиса в стране и поднять авторитет правящей Партии Великой Страны в преддверии выборов.
Основные аргументы КНДР: спорные территориальные воды являются объектом тщательного контроля со стороны Южной Кореи и США, с интенсивной морской охраной, средствами радиолокации и звуколокации, слежением со спутников. В таких условиях подводным лодкам пройти к острову Пэннёндо, торпедировать корвет и вернуться назад незамеченными практически невозможно. Кроме того, комментатор обратил внимание на то, что среди погибших 46-и моряков не было ни одного офицера, а также, что первоначально южнокорейские официальные лица практически единогласно отвергали версию о причастности северокорейской стороны к трагедии.
20 мая МИД КНДР распространил заявление неназванного представителя Государственного комитета обороны, призвавшего Южную Корею «быть очень осторожными с высказываниями по поводу инцидента гибели корвета „Чхонан“ южнокорейских ВМС». Повторив ранее озвученные тезисы («инцидент гибели „Чхонан“ — это ничто иное, кроме как результат преднамеренного бесчеловечного „заговора“ и „фальсификация“, сфабрикованная южнокорейской предательской кликой для достижения определённых политических и военных целей»). Представитель верховного органа власти страны высказал готовность направить экспертную группу Государственного Комитета Обороны КНДР в Южную Корею на место происшествия для опознания вещественных доказательств, касающихся инцидента.
24 мая Комитет по мирному объединению родины — орган, занимающийся отношениями с Южной Кореей, опубликовал заявление своего представителя, которое сводятся к следующему:
1. КНДР прерывает все линии связи с Южной Кореей;
2. замораживает работу бюро межкорейского сотрудничества в совместной индустриальной зоне Кэсон и высылает оттуда всех южнокорейских представителей;
3. одновременно прекращаются контакты по линии обществ Красного креста в пункте переговоров Пханмунджом на военно-демаркационной линии между Севером и Югом;
4. закрывает воздушное и морское пространство для самолётов и судов Южной Кореи;
5. готова на всесторонний отпор психологической войне, начатой Сеулом после 6-летнего перерыва.

26 мая центральная газета Северной Кореи Нодон Синмун опубликовала текст своего военного обозревателя, подытожившего разногласия в доказательствах Южной Кореи, а также обвинившего международную комиссию в необъективности, так как в неё вошли только «строго выбранные» представители из стран-союзников Республики Корея.

## Международная реакция
- ООН: Генеральный секретарь ООН Пан Ги Мун выразил надежду, что Совет безопасности примет действия в отношении Северной Кореи в связи с результатами расследования обстоятельств гибели южнокорейского корвета «Чхонан»[17].
- Китай: Руководство КНР обещает не поддерживать виновного в гибели южнокорейского военного корабля. С соответствующим заявлением выступил премьер китайского Госсовета Вэнь Цзябао. Китайский политик выразил соболезнования правительству Южной Кореи в связи с гибелью военного корабля. Вэнь Цзябао также заверил, что Пекин «уважает выводы международной комиссии», которая расследовала обстоятельства произошедшего, и выступает за сохранения мира на Корейском полуострове[18].
- Япония: Премьер-министр Японии Юкио Хатояма приказал своей администрации рассмотреть возможные санкции против Пхеньяна[19]. «Наша страна с уважением воспринимает проведённые исследования с участием военных экспертов Южной Кореи и ряда зарубежных стран. Эти выводы являются научно обоснованными и объективными», — заявил Хатояма. Он также отметил, что Япония «заранее получила обстоятельные разъяснения южнокорейских властей» о выводах экспертов, поэтому, «опираясь на полученные данные», правительство Японии готово полностью поддержать Южную Корею и осудить государство-агрессор[20]. С 6 июля 2010 года вступают в силу финансовые санкции против КНДР: уменьшение сумм денежных переводов со 110 тыс. до 33 тыс. долларов, а также ограничение на объём наличных средств, допустимый к вывозу в КНДР с 3,3 тыс. до 1,1 тыс. долларов.[21]
- 15 июня Совет Безопасности ООН приступил к рассмотрению жалобы Южной Кореи[22]. КНДР предупредила, что в случае осуждения со стороны СБ ООН она применит военную силу.[23]
- Канада: В связи с гибелью корвета, правительство Канады в октябре 2010 года объявило о введении в отношении КНДР жёстких санкций и планах свести дипломатические отношения с Пхеньяном до минимума[24].